# Паломбе
Паломбе е една от 28-те области на Малави. Разположена е в южния регион на страната. Столицата на областта е град Паломбе, площта е 1323 км², а населението (по преброяване от септември 2018 г.) е 429 450 души.